# 木戸雅光

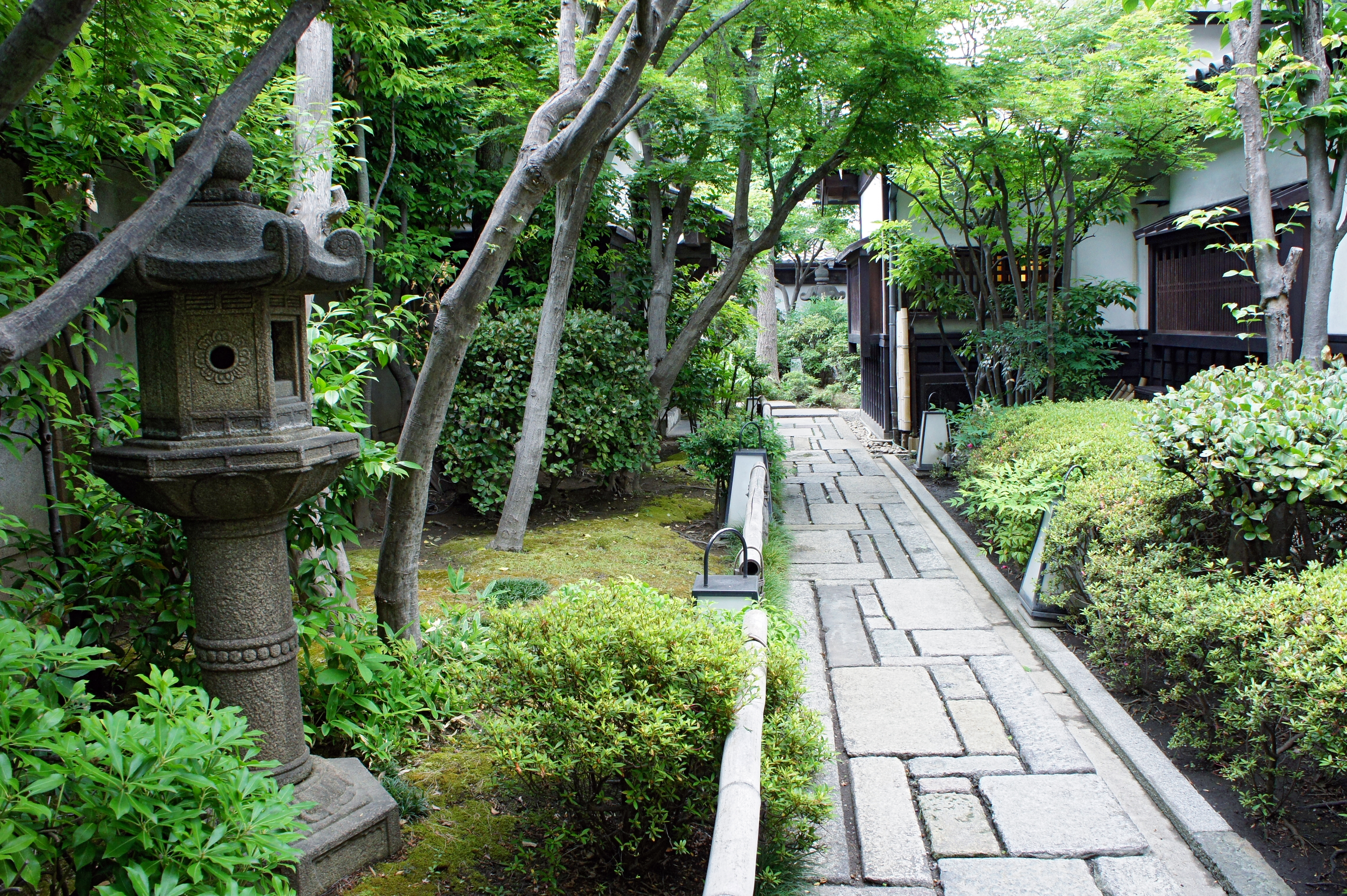
旧辻元家住宅（平野郷屋敷）

木戸雅光（きど まさみつ）は、日本の造園家。作庭家。京都を拠点に活躍。
主な庭園作品に、旧辻元家住宅（平野郷屋敷）（大阪府）、松本閣・松山本店（京都府）、野崎観音（大阪府）、翠山荘（福岡県）、翠光園（兵庫県）など。また個人庭園も多く手がけている。